# Ружейный переулок
Руже́йный переу́лок — улица в центре Москвы в Хамовниках между Смоленским бульваром и Плющихой.

## История
Назван в XVIII веке по существовавшей здесь дворцовой Ружейной (Станошной) слободе XVII века, где жили мастера Оружейной палаты, изготовлявшие деревянные станки — подставки для ружей.

## Описание
Ружейный переулок начинается на Садовом кольце от внешней стороны Смоленского бульвара напротив Глазовского переулка, проходит на запад, слева на него выходит Земледельческий переулок, заканчивается на улице Плющиха немного южнее 4-го Ростовского переулка. Вдоль правой стороны переулка расположен сквер.

## Здания и сооружения
По нечётной стороне:
- № 3 — 16-этажное здание нового жилого комплекса «Смоленская Застава» (2009).

По чётной стороне:
- № 2-А — доходный дом купца Николая Савельевича Титова (1914, архитектор М. А. Исаков). Объект культурного наследия регионального значения[1]. Внесён в Красную книгу Архнадзора (электронный каталог объектов недвижимого культурного наследия Москвы, находящихся под угрозой); номинация — «Запустение»[2].
- № 4 — Библиотека № 28 им. В. В. Вересаева; Центральная городская детская библиотека им. А. П. Гайдара (организационно-методический отдел);
- № 4 — Почта России отделение  № 119121.
- № 6 — магазин «Togas».
- № 8 — детский сад № 153.

## Транспорт
- Одностороннее автомобильное движение в сторону Плющихи.
- Общественный транспорт по переулку не проходит.
- На Плющихе расположена одноимённая остановка автобуса № 220 (в обе стороны).

## См.также
- Оружейный переулок